# Университет Мерсера
Университет Мерсера (англ. Mercer University, сокр. Mercer) — американский частный исследовательский университет с главным кампусом в Мейконе, штат Джорджия.
Является старейшим частным университетом штата, в котором обучается более 9000 студентов в 12 колледжах и школах; университет является членом Исследовательского альянса Джорджии.

## История
Университет Мерсера был основан в Пенфилде, штат Джорджия, первоначально как подготовительная школа для мальчиков под руководством Биллингтона Сандерса (Billington McCarthy Sanders), профессора, который был первым президентом, а также Адиэля Шервуда (Adiel Sherwood), баптистского священника, который ранее основал школу ручного труда для мальчиков. Школа открылась как Институт Мерсера (Mercer Institute) 14 января 1833 года с 39 учениками и была названа в честь Джесси Мерсера — выдающегося баптистского деятеля, обеспечившего учредительный фонд и ставшего первым председателем попечительского совета этого учебного заведения. Генеральная ассамблея Джорджии в декабре 1837 года утвердила устав института, который в 1838 стал называться Университет Мерсера и произвёл свой первый выпуск из трех студентов в 1841 году. В 1871 году университет переместился в Мейкон.
Юридическая школа в университете была основана в 1873 году и названа в 1947 году Юридической школой имени Уолтера Джорджа} в честь выпускника университета 1901 года Уолтера Джорджа, который был сенатором США от Джорджии и временным президентом Сената США. Во время Второй мировой войны Университет Мерсера был одним из 131 учебных заведений, участвовавших в программе обучения V-12 Navy College Training Program для подготовки студентов к службе в ВМС США.
В 1959 году университет поглотил самостоятельную школу Southern School of Pharmacy. В 1972 году объединился с Баптистским колледжем Атланты (Atlanta Baptist College, был основан в 1968 году), который стал университетским кампусом в Атланте. В период с 1982 по 2013 год Университет Мерсера основал девять дополнительных колледжей и школ: School of Medicine (1982), Eugene W. Stetson School of Business and Economics (1984), School of Engineering (1985), James and Carolyn McAfee School of Theology (1994), Tift College of Education (1995), Georgia Baptist College of Nursing (2001), College of Continuing and Professional Studies (2003, переименован в Penfield College of Mercer University в 2014), Townsend School of Music (2006) и College of Health Professions (2013).

## Деятельность
Попечительский совет Университета Мерсера 20 апреля 2018 года утвердил новый стратегический план развития под названием Inspire: Mercer’s Vision for the Decade Ahead, пришедший на смену плану 2008 года, в соответствии с которым учебное учреждение было классифицировано как национальный исследовательский университет и допущено в Исследовательский альянс Джорджии, получило отделение Phi Beta Kappa.

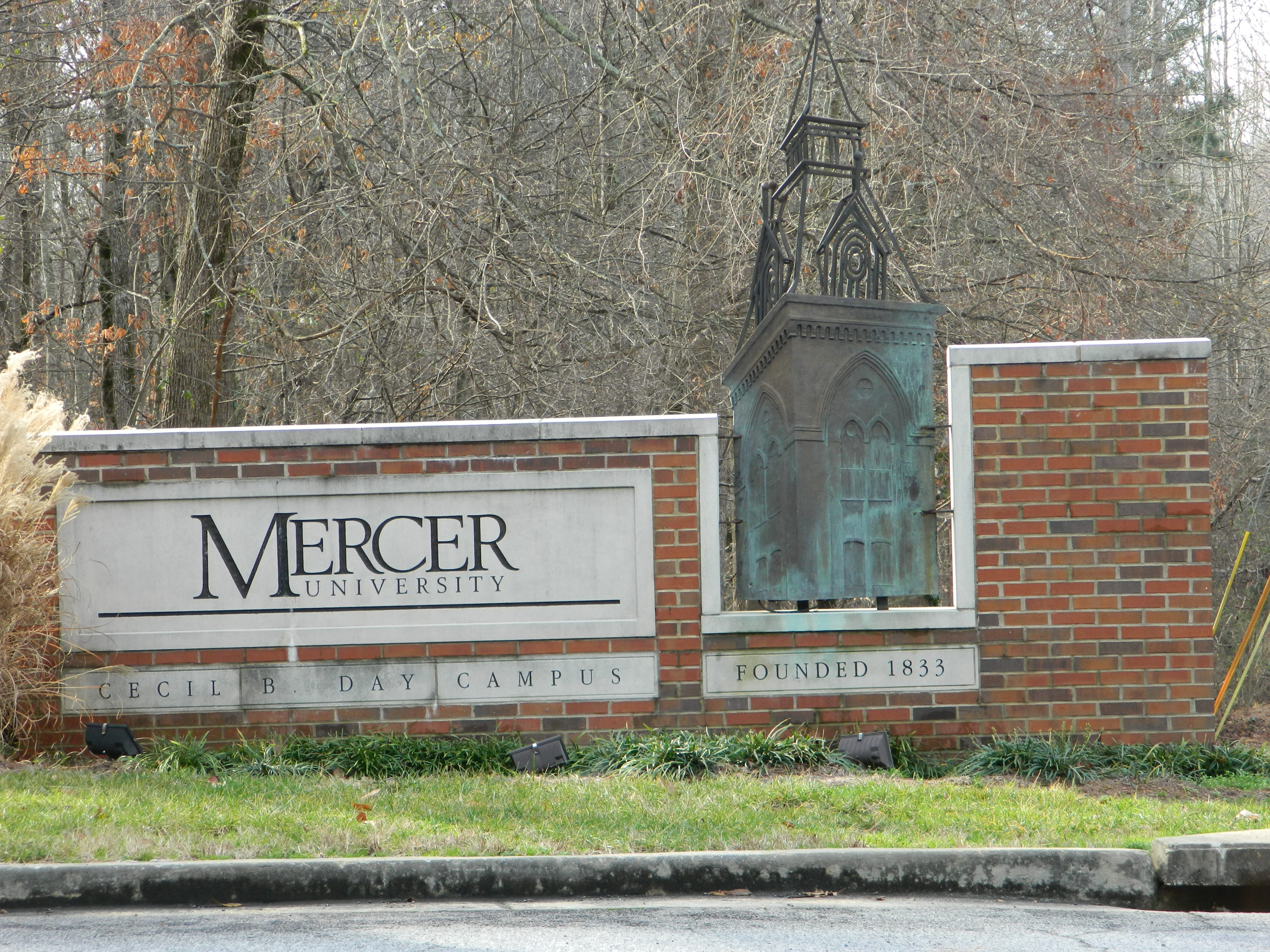
Кампус в Атланте

| Академические подразделения - College of Liberal Arts and Sciences - Eugene W. Stetson School of Business and Economics - School of Engineering - Tift College of Education - Townsend School of Music - College of Professional Advancement - School of Law - James and Carolyn McAfee School of Theology - School of Medicine - College of Pharmacy - Georgia Baptist College of Nursing - College of Health Professions - Mercer Engineering Research Center | Кампусы и корпуса - Macon campus - Law school campus - Atlanta campus - Savannah campus - Columbus campus - Teaching hospitals - Regional academic centers - Mercer libraries |

### Президенты
| - 1833—1840 − Billington McCarthy Sanders - 1840—1844 − Otis Smith - 1844—1854 − John Leadley Dagg - 1854—1856 − Nathaniel Macon Crawford - 1856—1858 − Shelton Palmer Sanford - 1858—1866 − Nathaniel Macon Crawford - 1866—1871 − Henry Holcombe Tucker - 1872—1889 − Archibald John Battle - 1889—1893 − Gustavus Alonzo Nunnally - 1893 − Joseph Edgerton Willet - 1893—1896 − James Bruton Gambrell - 1896—1903 − Pinckney Daniel Pollock - 1903—1905 − Уильям Херд Килпатрик | - 1905—1906 − Charles Lee Smith - 1906—1913 − Samuel Young Jameson - 1913—1914 − James Freeman Sellers - 1914—1918 − William Lowndes Pickard - 1918—1927 − Rufus Washington Weaver - 1927—1928 − Andrew Phillip Montague - 1928—1953 − Spright Dowell - 1953—1959 − George Boyce Connell - 1959—1960 − Spright Dowell - 1960—1979 − Rufus Carrollton Harris - 1979—2006 − Raleigh Kirby Godsey - с 2006 − Уильям Андервуд |

### Выпускники
В числе многих выпускников университета самые известные личности: политики Уильям Апшоу и Карл Винсон, генеральный прокурор Гриффин Белл, губернатор штата Джорджия Натан Дил, писатель Стив Берри, журналист Уильям Джелкс, музыкант Грегг Оллман.